# Lolo (piłkarz)
Lolo, właśc. Manuel Ortiz Toribio (ur. 22 sierpnia 1984 w Huelvie) – piłkarz hiszpański grający na pozycji środkowego obrońcy lub defensywnego pomocnika. 

## Kariera klubowa
Swoją karierę piłkarską Lolo rozpoczynał w klubie Sevilla FC. W 2002 roku zaczął grać w rezerwach tego klubu. W sezonie 2006/2007 awansował z rezerwami Sevilli z Segunda División B do Segunda División. 1 marca 2008 zadebiutował w pierwszym zespole Sevilli w Primera División, w przegranym 1:2 wyjazdowym meczu z Deportivo La Coruña. W sezonie 2008/2009 został wypożyczony do Málagi CF, w której swój debiut zanotował 31 sierpnia 2008 w wyjazdowym meczu z Atlético Madryt (0:4). W 2009 roku wrócił do Sevilli. W sezonie 2009/2010 zdobył z Sevillą Puchar Króla.
Latem 2010 roku Lolo został zawodnikiem Osasuny. Swój debiut w Osasunie zaliczył 11 września 2010 w przegranym 0:1 wyjazdowym meczu z Realem Madryt.
| Sezon   | Klub           | Kraj      | Rozgrywki          | Mecze | Bramki |
| ------- | -------------- | --------- | ------------------ | ----- | ------ |
| 2001/02 | Sevilla FC B   | Hiszpania | Segunda División B | 1     | 0      |
| 2002/03 | Sevilla FC B   | Hiszpania | Segunda División B | 25    | 1      |
| 2003/04 | Sevilla FC B   | Hiszpania | Segunda División B | 20    | 3      |
| 2004/05 | Sevilla FC B   | Hiszpania | Segunda División B | 35    | 2      |
| 2005/06 | Sevilla FC B   | Hiszpania | Segunda División B | 21    | 1      |
| 2006/07 | Sevilla FC B   | Hiszpania | Segunda División B | 35    | 3      |
| 2007/08 | Sevilla FC     | Hiszpania | Primera División   | 2     | 0      |
| 2007/08 | Sevilla FC B   | Hiszpania | Segunda División   | 35    | 1      |
| 2008/09 | Málaga CF      | Hiszpania | Primera División   | 26    | 4      |
| 2009/10 | Sevilla FC     | Hiszpania | Primera División   | 21    | 1      |
| 2010/11 | CA Osasuna     | Hiszpania | Primera División   | 27    | 2      |
| 2011/12 | CA Osasuna     | Hiszpania | Primera División   | 28    | 1      |
| 2012/13 | CA Osasuna     | Hiszpania | Primera División   | 22    | 1      |
| 2013/14 | CA Osasuna     | Hiszpania | Primera División   | 21    | 0      |
| 2014/15 | Real Saragossa | Hiszpania | Segunda División   | 20    | 1      |
| 2015/16 | Elche CF       | Hiszpania | Segunda División   | 31    | 0      |